# Giuseppe Wilson
Joseph Giuseppe Wilson (ur. 27 października 1945 w Darlington, zm. 6 marca 2022 w Rzymie) – włoski piłkarz pochodzenia angielskiego występujący na pozycji obrońcy.

## Kariera klubowa
Wilson urodził się w Anglii jako syn Włoszki i Anglika. Kiedy miał pół roku, jego rodzina przeprowadziła się do włoskiego Neapolu. Tam w 1964 roku rozpoczął zawodową karierę w klubie Cirio. W 1965 roku zmienił on nazwę na Internapoli. W 1967 roku Wilson awansował z klubem z Serie D do Serie C. W 1969 roku trafił do S.S. Lazio, grającego w Serie A. W 1971 roku spadł z zespołem do Serie B, ale po roku powrócił z nim do Serie A. W 1974 roku zdobył z Lazio mistrzostwo Włoch. W Lazio grał przez 11 lat. W tym czasie rozegrał tam 322 ligowe spotkania i zdobył 5 bramek. W 1980 roku odszedł do amerykańskiego New York Cosmos, gdzie w tym samym roku zakończył karierę.

## Kariera reprezentacyjna
W reprezentacji Włoch Wilson zadebiutował 26 lutego 1974 w bezbramkowo zremisowanym towarzyskim meczu z RFN. W tym samym roku został powołany do kadry na mistrzostwa świata. Zagrał na nich w meczach z Argentyną (1:1) i Polską (1:2). Z tamtego turnieju Włosi odpadli po fazie grupowej. W drużynie narodowej Wilson rozegrał w sumie 3 spotkania, wszystkie w 1974 roku.